# Hatsuyuki (1928)
Hatsuyuki (jap. 初雪 "Pierwszy Śnieg") – japoński niszczyciel typu Fubuki z okresu II wojny światowej. Był trzecią jednostką z serii 20 niszczycieli typu Fubuki, służących w Japońskiej Cesarskiej Marynarce Wojennej.

## Historia
Środki na budowę „Hatsuyuki” zostały zagwarantowane w budżecie państwowym za rok 1923. Rozpoczęcie budowy miało miejsce 12 kwietnia 1927 roku w stoczni Maisuru Naval Arsenal. Wodowanie nastąpiło 29 września 1928 roku, wejście do służby 30 marca 1929 roku.
Pierwszym konfliktem, w którym wziął udział „Hatsuyuki”, była początkowa faza wojny chińsko-japońskiej, podczas której okręt zabezpieczał lądowanie wojsk japońskich związane z bitwą o Szanghaj w 1937 roku. Wraz z wybuchem walk na Pacyfiku pierwszym zadaniem okrętu było zabezpieczenie wojsk zajmujących tereny Indochin Francuskich w grudniu 1941 roku. W ramach zajmowania Holenderskich Indii Wschodnich, 27 lutego 1942 roku okręt uczestniczył w walkach związanych z zajęciem zachodniej części Jawy, a 1 marca uczestniczył w starciu, które zakończyło się zatopieniem krążowników HMAS „Perth” i USS „Houston”. Wiosną 1942 roku, pełniąc funkcje eskortowe i dozorowe, zabezpieczał siły biorące udział w rajdzie na Oceanie Indyjskim.
W czerwcu 1942 roku ochraniał japońskie siły główne uczestniczące w bitwie pod Midway. Wraz z rozpoczęciem walk wokół Guadalcanal, okręt włączył się do nich dostarczając zaopatrzenie w ramach operacji Tokyo Express. W październiku podczas bitwy koło przylądka Esperance uratował 518 osób z załogi tonącego krążownika Furutaka.
14 listopada 1942 roku „Hatsuyuki” uczestniczył w II bitwie pod Guadalcanal. W początkowej fazie bitwy wziął udział w zatopieniu dwóch amerykańskich niszczycieli: USS „Walke” i USS „Preston”. Podczas tego starcia ciężkich uszkodzeń doznały niszczyciele USS „Benham” i USS „Gwin”. 
5 lipca 1943 roku „Hatsuyuki” podczas bitwy z amerykańskimi okrętami w zatoce Kula został sześciokrotnie trafiony pociskami artyleryjskimi, w wyniku czego zginęło sześciu członków jego załogi. Zatonął 17 lipca w wyniku ataku amerykańskiego lotnictwa. Wraz z okrętem zatonęło 120 osób.